# Isaak Luria

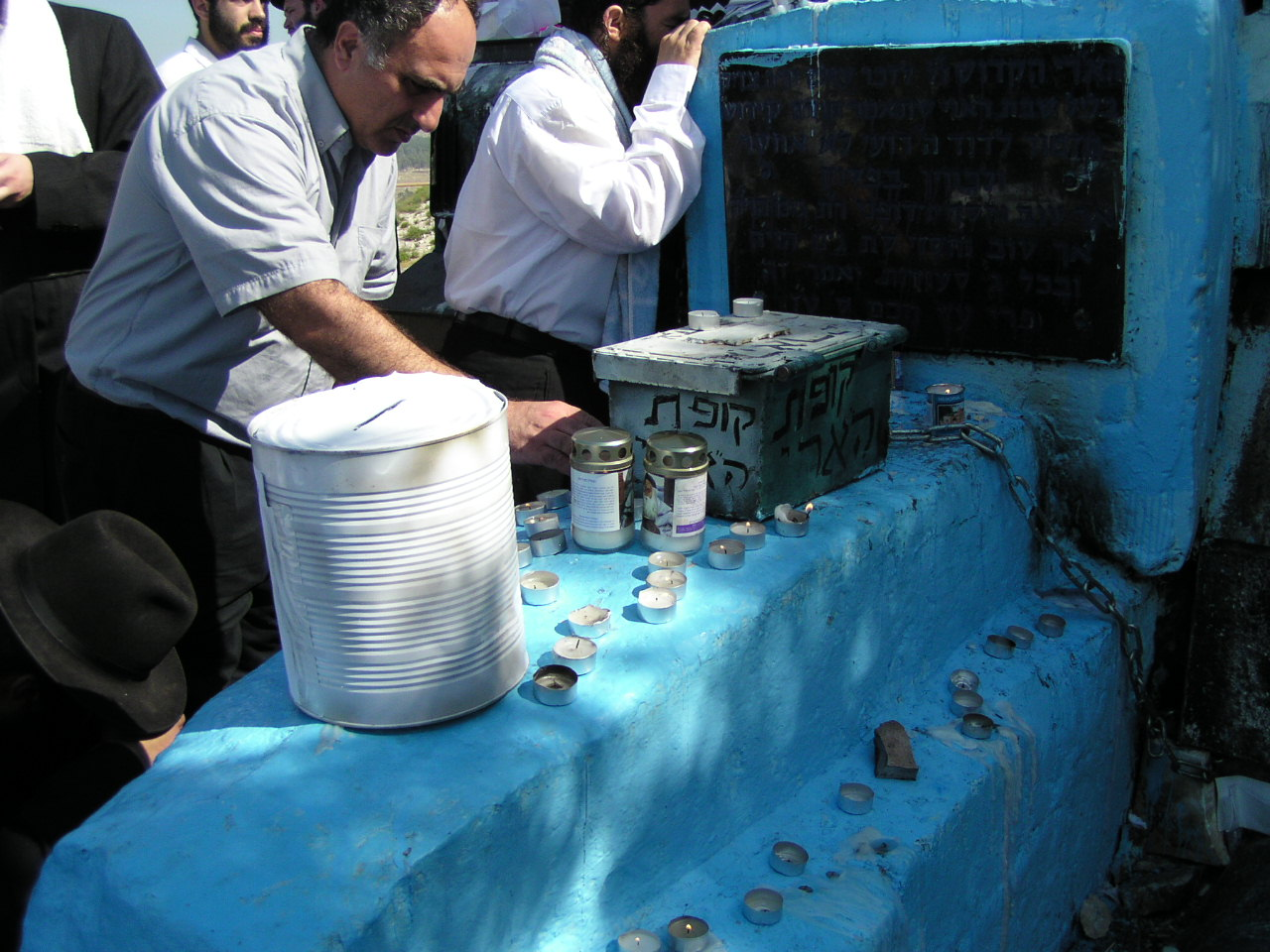
Das Grab von Isaak Luria in Safed, Israel

Isaac ben Solomon Luria Ashkenazi, auch Isaak Luria (hebräisch יִצְחָק בן שלמה לוּרְיָא אשכנזי, Akronym: Ari) (geboren 1534 in Jerusalem; gestorben 5. August 1572 in Safed in Galiläa), war Rabbiner und der Begründer der neuzeitlichen Kabbala (lurianische Kabbala).

## Namensvarianten und Beinamen
Der hebräische Name יִצְחַק לוּרְיָא wird im Deutschen meist als Isaak Luria wiedergegeben. Daneben kommen seltener auch stärker am Hebräischen orientierte Transkriptionen wie Jizchak(q) Lurja, auch Lurje vor. Der vollständige Name Lurias lautet Rabbi Jizchaq ben Schlomo Aschkenasi Lurja („Rabbi Isaak, Sohn des Salomo Aschkenasi Luria“). Der Beiname Aschkenasi, den bereits sein Vater führte, deutet auf dessen Herkunft aus Polen oder Deutschland hin. Seine Mutter war sephardisch.
In der jüdischen Tradition ist Luria bekannt unter dem ehrenvollen Beinamen ARI. Für dieses Akronym existieren verschiedene Auflösungen:
- (ha-)Elohi Rabbi Jizchaq („der göttliche/himmlische Rabbi Isaak“)[3]
- Aschkenasi Rabbi Jizchaq („Der aschkenasische Rabbi Isaak“)[4]
- Adonenu Rabbi Jizchaq („Unser Herr Lehrer Isaak“)

ARI bedeutet im Hebräischen „Löwe“ (אַריֵה). Daher wird Luria auch als „Der Löwe“ oder „Der Heilige Löwe“ bezeichnet.

## Leben
Isaak stammte aus einer Rabbiner- und Gelehrtenfamilie, die nach Luria in Oberitalien benannt war. Er wurde 1534 im osmanisch beherrschtem Jerusalem geboren, im Areal der heutigen Ari-Synagoge (jetzt „Old Jishuv Courtyard Museum“). 
Nach dem frühen Tod des Vaters Shlomo Luria (um 1529–1542) zog die Mutter Lipke Sara Luria, geborene Frances, mit ihm nach Kairo, wo sein Onkel, ein Grundbesitzer, ihn großzog und für seine jüdische Ausbildung sorgte. Als 22-Jähriger begann er sich mit dem Sohar zu beschäftigen und lebte sieben Jahre lang auf einer einsamen Nilinsel. Er besuchte seine Familie nur am Sabbat, sprach sehr selten und ausschließlich hebräisch. Als Asket hatte er zahlreiche Visionen, in denen er sich mit dem Propheten Elija unterhielt.
1569 kehrte Luria ins Heilige Land, einem Teil des osmanischen Herrscher- und Verwaltungsgebietes, zurück und ließ sich nach einem kurzen Aufenthalt in Jerusalem in Safed nieder. Dort wurde er Schüler von Moses Cordovero (1522–1570) und vertiefte seine kabbalistischen Studien. 
Moses Cordovero (Ramak) hatte den Sohar intensiv studiert. Es erscheint wahrscheinlich, dass Luria den Sohar durch seine Beziehungen zu seinen Lehrern und Gelehrten erlangte.
Die Erkenntnisse Lurias wurden jedoch nur in kleinstem Kreis mündlich weitergegeben. Erst nach ihrer schriftlichen Aufzeichnung durch Lurias bedeutendsten Schüler, Chajim Vital (Safed 1543 – Damaskus 1620), verbreiteten sich die Lehren gegen Ende des 16. Jahrhunderts. Josef ibn Tabul, mit dem der zuvor genannte Vital in einer konkurrierenden Beziehung stand, ist ein weiterer Schüler.
In Safed (Tzfat) war der Zusammenschluss kleiner jüdischer Gruppen, den Havurot (hebräisch חברות havurot, deutsch ‚Gesellschaften‘ ‚Freundschaften‘) während der Zeit der lurianischen Kabbala typisch. In dieser Stadt, das im 16. Jahrhundert ein Zentrum für kabbalistische Studien geworden war, organisierten sich viele Gelehrte und Anhänger in eben diesen Havurot, um sich gemeinsam mit mystischen Texten auseinanderzusetzen, Gebete zu verrichten und spirituelle Praktiken zu pflegen. Diese Gruppen förderten nicht nur das Lernen, sondern auch den sozialen Zusammenhalt innerhalb der jüdischen Gemeinde. Havurot ermöglichten es den Mitgliedern, tiefere persönliche Beziehungen zu entwickeln und die Lehren der Kabbala auf eine praxisnahe Weise zu erleben.

## Lehren zu Schöpfung und Erlösung
Luria interpretierte die theoretische und praktische Kabbala neu. Man spricht von „lurianischer Lichtmystik“. Zentrale Punkte seiner Lehre sind:
- Der Tzimtzum, wörtlich (hebräisch צמצום ‚Kontraktion‘[13] oder ‚Einschränkung‘[14] ‚Zusammenziehung‘ oder ‚Rückzug‘), ist ein Akt göttlicher Selbstbeschränkung des En Sof (hebräisch אין סוף ēyn sōf, deutsch ‚Unendliches‘). Erst dadurch wird die Schöpfung ermöglicht. Dieser Rückzug von Gott ist eine Metapher für Exil. Nach der Vertreibung der Juden aus Spanien im Jahre 1492 erhielten die Begriffe Exil und Erlösung im Judentum neue Bedeutung. Zu Erlösung siehe unten Tiqqun.
- Die Sephiroth als zehn Dimensionen des Seins entstehen, zugleich auch der erste Geistmensch, Adam Qadmon. Der kabbalistische Lebensbaum enthält diese Sephiroth.
- Von Adam Qadmons (hebräisch אדם קדמון ‚ursprünglicher Mensch‘) Gesicht strömt „Licht“[15] „Licht“, dass die „göttliche Energie oder Licht“ (hebräisch אור or) in die Gefäße der Sefirot,
- Es kommt zu einem Unfall im Schöpfungsgeschehen (תֹּהוּ וָבֹהוּ tōhū wā-ḇōhū, deutsch ‚Leere‘ ‚Chaos‘: Das Licht hebräisch אור or) ist zu stark, die Gefäße brechen (Schwirat ha-Kelim (hebräisch שבירת הכלים ‚Bruch der Gefäße‘), die Schöpfung gerät dadurch in Unordnung. Alle Geschöpfe befinden sich ab jetzt im Exil, vom Kleinsten bis zur Schechina (hebräisch שְׁכִינָה šəchīnāh) als weiblicher Erscheinung Gottes.
- Die materielle Welt entsteht, in der Gutes und Böses gemischt sind. Die Lichtfunken sind in den Qlipot (hebräisch קליפה qliphah, deutsch ‚Schale‘ ‚Hülle‘ ,Schalen‘) gefangen.
- Im Tiqqun (hebräisch תיקון ‚Reparatur‘ ‚Wiederherstellung‘), einem komplizierten Prozess der Wiederherstellung, wird das Licht aus den Qlipot befreit und zum Ursprung zurückgebracht. Dem Menschen kommt dabei eine entscheidende Rolle zu. Beim Tiqqun spielen Gilgul (hebräisch גִלְגּוּל נְשָמוֹת gilgul neschamot, deutsch ‚Seelenwanderung‘ oder ‚Reinkarnation‘) und Ibbur (hebräisch עיבור ibbur, deutsch ‚Schwängerung‘) einer lebenden Seele durch eine andere Seele) ebenso eine Rolle wie die Kawwana (hebräisch כוונה) als meditatives Gebet, aber auch Askese und die Erfüllung der Mitzwot (Gebote).

## Überlieferung und Wirkung
Isaak Luria schrieb seine Lehren nicht selbst nieder bis auf ein paar kurze Traktate und drei Hymnen zum Schabbat, die im Judentum äußerst beliebt wurden. Die lurianische Kabbala sowie die Lebensgeschichte Lurias wurde zum größten Teil von seinem Schüler Chajim Vital aufgezeichnet.
Um Isaak Luria rankten sich bald nach seinem Tod mannigfaltige Legenden. Bereits als Kind soll er durch wunderbare Eigenschaften aufgefallen sein. Sein Wirken in Safed brachte ihm die Bezeichnung „Heiliger Mann Gottes im Land Israel“ ein.
Sein Leben wie sein Werk wirkten auf die Kabbalisten, etwa den selbsternannten Messias Sabbatai Zwi, beeindruckten aber im 17. bis frühen 19. Jahrhundert auch weite Kreise im Judentum. Während einerseits Moses Mendelssohn die Philosophie der Aufklärung vertrat, entwickelten sich auf lurianischer Basis mystische Strömungen, die mit dem Chassidismus verknüpft sind.
Er beschäftigte sich intensiv mit dem Sefer ha-Zohar  (Das Buch des Glanzes). Dieses Buch ist das zentrale Werk der Kabbala und wurde traditionell Rabbi Schimon ben Jochai zugeschrieben. Es umfasst mystische Kommentare zur Tora und bildet eine Grundlage für die Kabbalistik.
Luria beschäftigte sich intensiv mit dem Sefer ha-Zohar den er auf seine eigene Weise interpretierte und entwickelte daraus die lurianische Kabbala, die tiefgehende Konzepte wie Tzimtzum (die Selbstbeschränkung Gottes), Shevirat ha-Kelim (das Zerbrechen der Gefäße) und Tikkun (die Heilung oder Reparatur der Welt) betonte. Seine Interpretationen und Lehren machten seine Kabbala zu einer der einflussreichsten mystischen Strömungen in der gesamten jüdischen Tradition.